# Hyppa contraria
Hyppa contraria är en fjärilsart som beskrevs av Walker 1857. Hyppa contraria ingår i släktet Hyppa och familjen nattflyn. Inga underarter finns listade i Catalogue of Life.